# Retour avant la nuit
Pour plus de détails, voir Fiche technique et Distribution.
Retour avant la nuit (titre original : Home Before Dark) est un film américain réalisé par Mervyn LeRoy, sorti en 1958.

## Synopsis
Charlotte Bronn quitte un hôpital psychiatrique de l'État du Massachusetts pour reprendre la vie avec son mari et professeur, Arnold Bronn après un an d'internement. Le Dr Collins craint que Charlotte ne fasse partie des nombreux patients qui rechutent lorsqu'ils reviennent dans les mêmes situations qui ont causé leurs problèmes. La belle-mère de Charlotte, Inez et sa demi-sœur, Joan Bronn vivent avec elles dans la maison que possède Charlotte. Celle-ci sait qu'elle a attaqué Joan dans un accès de jalousie mais n'en a aucun souvenir. Elle découvre alors qu'un étranger, le Dr Diamond vit chez elle en affectation temporaire au collège où enseigne Arnold. Il a offert la chambre pour être hospitalière et pour plaire au chef de service bientôt à la retraite. Arnold veut son travail. Mattie, l'irascible cuisinier, complète la maisonnée. Au petit-déjeuner, Inez la dirige sans pitié, lui donnant des ordres sur tout, de la nourriture qu'elle mange à une nouvelle garde-robe. Arnold dort sur le canapé de sa bibliothèque. Lorsque Charlotte le supplie de revenir dans leur chambre, il ment, lui disant que le Dr Collins dit qu'elle devrait rester seule pendant un moment. Perplexe, elle a du mal à s'adapter et Arnold observe qu'elle a changé depuis leur mariage.
Le flashback d'une danse étudiante révèle que Charlotte est en fait une brune. Hamilton « Ham » Gregory, qui l'aime, déclare qu'elle n'est plus elle-même depuis des semaines. Elle agit comme sa sœur, « grande personnalité, battant des yeux, appelant tout le monde 'Ducky' », Elle répond que le professeur Bronn, qui aime la façon dont elle l'appelle Ducky, lui proposera avant la fin de la fête. Arnold se dit attiré par sa « jeunesse, son esprit vif, sa gaieté et sa façon libre d'aborder la vie ». « Je ne suis pas ces choses » hésite-t-elle. Arnold avoue : « Je ne sais pas comment montrer mes émotions. Je ne me souviens pas d'avoir pleuré, même quand j'étais enfant. Mais il était jaloux de la voir avec Ham. Il essaie de lui dire qu'il l'aime. Ils s'embrassent et nous revenons au présent. Inez et Charlotte rencontrent l'ami d'Inez à Boston et rencontrent Ham. Charlotte et Ham discutent pendant le déjeuner. Il lui fait une passe ivre et lui demande si elle est sûre de s'être trompée sur sa sœur et son mari, la vieille amie de Charlotte, Cathy Bergner ( Joanna Barnes ) , dont le conjoint infidèle a avoué, demande conseil à Charlotte, pensant qu'elle a de l'expérience. Charlotte se rend au collège pour exiger une réponse directe d'Arnold, qui lui dit qu'elle rechute. Elle promet au médecin de famille d'être sage, de peur d'être internée.
Arnold accepte d'emmener Charlotte à Boston pour Noël. Jake lui suggère de voir un psychiatre, comme elle l'avait prévu. A Boston, Arnold ment à ses amis, empêchant leur rencontre avec Charlotte. Au déjeuner, Charlotte demande à Ham, qui a arrêté de boire, de l'aider à reprendre le contrôle de ses finances. Quand elle lui dit qu'Arnold drogue sa nourriture, il lui demande de voir un psychiatre, un homme bon. Elle part. Après une virée shopping maniaque, elle se fait coiffer exactement comme celle de Joan et achète une robe de soirée en lamé doré, 5 tailles trop grandes, elle tombe quand elle rejoint Arnold et ses amis dans la salle à manger, se présentant comme « Joan » . Dans la chambre d'hôtel, Arnold pleure. Elle demande pourquoi. Elle ne se souvient pas et veut toute la vérité. Il n'admet pas l'infidélité, mais il finit par dire : « Je ne t'aime pas ». Ils acceptent de divorcer. Lors de la grande fête du Nouvel An, Charlotte « se ressemble » à nouveau, Joan est un succès dans la robe dorée et Arnold est obsédé par les apparences. Charlotte sort en lui disant « d'aller en enfer ».
Elle congédie Mattie et confronte la famille, disant à Arnold qu'il a épousé une imitation de Joan. Elle appelle Jake et lui demande de la conduire à Boston. Elle appelle Ham et lui demande de prendre rendez-vous avec le psychiatre, « aujourd'hui ». Elle dit à Arnold qu'ils doivent quitter la maison après les vacances du semestre.

## Fiche technique
- Titre : Retour avant la nuit
- Titre original : Home Before Dark
- Réalisateur : Mervyn LeRoy
- Scénaristes : Eileen Bassing et Robert Bassing d'après un roman de Eileen Bassing
- Directeur musical : Ray Heindorf
- Musique : Ray Heindorf et Franz Waxman (non crédités)
- Directeur de la photographie : Joseph F. Biroc
- Directeur artistique : John Beckman
- Décorateur de plateau : Ralph S. Hurst
- Costumes : Howard Shoup
- Montage : Philip W. Anderson
- Producteur : Mervyn LeRoy
- Société de production et de distribution : Warner Bros. Pictures
- Pays d'origine :  États-Unis
- Format : Noir et blanc - 35 mm - 1,78:1 - Son : Mono (RCA Sound Recording)
- Genre : Drame
- Langue : anglais
- Durée : 136 minutes
- Dates de sortie :
  - États-Unis : 16 novembre 1958 (New York)
  - France : 14 janvier 1959

## Distribution
- Jean Simmons : Charlotte Bronn
- Dan O'Herlihy : Arnold Bronn
- Rhonda Fleming : Joan Carlisle
- Efrem Zimbalist II : Jacob "Jake" Diamond
- Mabel Albertson : Inez Winthrop
- Steve Dunne : Hamilton Gregory
- Joanna Barnes : Frances Barrett
- Joan Weldon : Cathy Bergner
- Kathryn Card : Mattie
- Marjorie Bennett : Hazel Evans
- Johnstone White : Malcolm Southey
- Eleanor Audley : Mme Hathaway